# Bernard Anselme
Pour les articles homonymes, voir Anselme.
Bernard G. Anselme, né le 3 novembre 1945 à Mouscron, est un homme politique belge membre du Parti socialiste. 
Né d'un père employé des postes, il fut bourgmestre de la ville de Namur jusqu'en octobre 2006. Il est soupçonné de prise d'intérêt et de faux et usages de faux pour avantager le bureau d'études Sotegec, administré à l'époque par sa compagne.

## Carrière
De 1957 à 1963, il accomplit ses humanités à l'athénée de Bastogne puis à l'athénée de Namur (1963). En 1968, il obtient le diplôme de licencié en sciences politiques, diplomatiques et administratives à l'Université libre de Bruxelles.
En 1964, il devient secrétaire-adjoint du syndicat socialiste belge FGTB jusqu'en 1968 où il est élu président (jusqu'en 1970).
De 1969 à 1972, il a été chargé de mission aux cabinets des ministres des Relations communautaires Freddy Terwagne et Fernand Dehousse puis,
de 1972 à 1977, conseiller et secrétaire d'Alfred Delourme à la présidence du Conseil économique régional wallon.
Il est élu député de Namur en 1977.
De 1979 à 1980, il devient secrétaire d'État à la Région wallonne dans les gouvernements nationaux Martens I et II, chargé du Logement, des affaires sociales, des Travaux subsidiés, de l'Aménagement des sites industriels, de l'Équipement des zonings et de la Rénovation urbaine.
En 1986, il est l'auteur du décret instituant Namur capitale de la Région wallonne.
Il siégea pendant la 47e législature de la Chambre des représentants.
Secrétaire du Conseil culturel de la Communauté française de 1982 à 1988, il a ensuite présidé l'exécutif de la Région wallonne de 1988 à 1992 et de la Communauté française  de 1992 à 1993. Il a également exercé la fonction de ministre des Affaires sociales au gouvernement Fédéral.
De 1994 à 1999, il est nommé ministre des Affaires intérieures et de la Fonction publique et du Budget dans l'exécutif wallon.
À la tête d'une coalition violette regroupant le Parti socialiste et le Mouvement Réformateur, il est devenu bourgmestre de Namur le 1er janvier 2001. Il devançait de quelques centaines de voix l'ancien bourgmestre Jean-Louis Close.
À la suite des élections du 8 octobre 2006,  le jeu des alliances a placé son parti le Parti socialiste, toujours premier Parti de la Capitale wallonne, dans l'opposition; il perdit donc son poste de bourgmestre de Namur. Il annonça le 13 octobre qu'il quittait la vie politique. Mais finalement, à la demande de nombreuses personnes, il revint sur sa décision et siégera jusqu'au terme de la législature (octobre 2012) dans l'opposition au conseil communal de Namur.

## Dossier Sogetec
Le 29 mai 2006, à la suite d'un article de Diederick Legrain dans le journal belge francophone Publi-Namur, le quotidien régional belge francophone Vers L'Avenir dévoile que la compagne de Bernard Anselme, Rita Louis-Maillard est administratrice du bureau d'étude Sotegec qui a gagné de nombreux marchés publics lancés par la ville de Namur. Cela ternit son image. À la suite de la pression médiatique, il cède ses compétences en matière d'urbanisme.
Le 19 octobre 2006 il est inculpé du chef de prise d'intérêts, entrave à la liberté des enchères et des soumissions et faux et usage de faux. Le 21 février 2017, Bernard Anselme est acquitté dans l'affaire des marchés publics de Namur.